# Ибираси
Ибираси (порт. Ibiraci) — муниципалитет в Бразилии, входит в штат Минас-Жерайс. Составная часть мезорегиона Юг и юго-запад штата Минас-Жерайс. Входит в экономико-статистический микрорегион Пасус. Население составляет 11 491 человек на 2006 год. Занимает площадь 598,801 км². Плотность населения — 19,2 чел./км².
Праздник города — 6 апреля.

## История
Город основан 6 апреля 1923 года. 

## Статистика
- Валовой внутренний продукт на 2003 год составляет 177 382 261,00 реалов (данные: Бразильский институт географии и статистики).
- Валовой внутренний продукт на душу населения на 2003 год составляет 16 255,71 реалов (данные: Бразильский институт географии и статистики).
- Индекс развития человеческого потенциала на 2000 год составляет 0,762 (данные: Программа развития ООН).